# L'Apprentie sorcière
Pour les articles homonymes, voir L'Apprentie sorcière (homonymie).
Ne doit pas être confondu avec L'Apprenti sorcier.
Vous lisez un « bon article » labellisé en 2013.  Il fait partie d'un « thème de qualité ».
Pour plus de détails, voir Fiche technique et Distribution.
L'Apprentie sorcière (titre original : Bedknobs and Broomsticks) est un film musical américain réalisé par Robert Stevenson et sorti en 1971. Mêlant prise de vues réelles et animation comme Mary Poppins (1964) et adapté des romans de l'écrivain britannique Mary Norton, il est considéré comme le 26e long-métrage d'animation des studios Disney.
Souvent comparé à Mary Poppins du fait de leurs nombreuses ressemblances, L'Apprentie sorcière a en revanche rencontré un faible succès tant critique que financier, que plusieurs spécialistes expliquent par l'absence de Walt Disney, mort 5 ans plus tôt. Le studio semble en effet à la recherche d'un nouveau souffle depuis la disparition de son fondateur, les animateurs et équipes techniques exploitant toujours les mêmes recettes. On note toutefois quelques changements, principalement associés à l'évolution de la société américaine, comme la morale du film ou la représentation de la femme. Le film marque aussi la dernière participation des frères Sherman à une production Disney après dix ans d'une fructueuse collaboration.

## Synopsis
Août 1940. Afin d'échapper aux bombardements allemands, les enfants londoniens sont évacués de la capitale. C'est ainsi que Charlie, Carrie et Paul Rawlins se retrouvent placés chez une vieille demoiselle revêche, Églantine Price, dans le petit village de Pepperinge Eye, sur la côte sud de l'Angleterre. Miss Price accepte le trio d'enfants à condition qu'ils soient replacés plus tard dans une autre maison.
La cohabitation s'avère difficile jusqu'à ce que les enfants percent, une nuit, le secret de leur hôtesse : Miss Price est une apprentie sorcière qui souhaite participer à l'effort de guerre au moyen de la magie. Pour cela, elle suit les cours par correspondance du célèbre professeur Émelius Browne. C'est lors du test de son balai magique qu'elle est découverte par les enfants. Elle tombe dans des buissons et casse son balai. Charlie défie la sorcière de le transformer en grenouille mais elle le transforme en lapin au grand plaisir de Paul. Le chat d'Églantine se lance à la poursuite du lapin dans toute la maison et le coince à l'étage avant que Charlie ne redevienne humain. Les enfants acceptent de garder le secret d'Églantine contre un sort. Elle les emmène dans son laboratoire pour choisir et demande si l'un d'eux a un objet que l'on peut tourner. Paul sort de sa poche un pommeau du grand lit de cuivre de leur chambre et le tend à la sorcière. Elle enchante le pommeau pour qu'une fois placé sur le lit il emporte celui-ci où la personne le désire. Carrie remercie la sorcière mais cette dernière précise que seul Paul peut énoncer le sort magique.
Églantine reçoit ensuite un courrier du directeur de l'école de magie par correspondance. Alors qu'elle a déjà appris à maîtriser le vol en balai et la transformation d'humains en lapins blancs, les cours sont brusquement interrompus à cause de la guerre à la veille de la dernière leçon : la révélation de la formule magique de « locomotion substitutive » permettant d'animer les objets. Bien décidée à compléter sa formation, elle demande à Paul d'utiliser le lit pour aller à Londres en compagnie des trois enfants, afin d'y rencontrer le professeur. Ce dernier se révèle n'être qu'un vulgaire escroc, qui s'est contenté de recopier ses cours dans un vieux livre sans penser que les formules magiques pourraient véritablement fonctionner. M. Browne est surpris qu'Églantine puisse utiliser les sorts magiques qu'il pensait être des phrases sans aucun sens. Pour le prouver, elle le transforme en lapin. Émelius les emmène dans la vieille maison qu'il occupe et, tandis que les enfants explorent la demeure dont la salle de jeu, il présente à Églantine un livre nommé Les Sorts d'Astaroth, un livre de magie incomplet, ce qui explique l'absence de la dernière leçon.
Sans se décourager pour autant, Églantine et les enfants entraînent Émelius à Portobello Road à la recherche des pages manquantes. Les enfants explorent le marché pendant que les adultes découvrent chez un vieux libraire l'autre moitié du livre. Après un échange des deux parties entre Émelius et le libraire, Églantine apprend que la fameuse formule de « locomotion substitutive » n'est pas dans le livre mais gravée sur l'Étoile d'Astaroth, que porte autour du cou le roi de l'île mystérieuse de Naboombu, peuplée exclusivement d'animaux anthropomorphes. Le libraire explique que le magicien Astaroth avait capturé des animaux dans des cages et les avait transformés pour ressembler à des humains mais qu'ils se sont révoltés. Ils ont tué le magicien, pris ses pouvoirs et embarqué sur un bateau. Un marin a, par la suite, révélé qu'il avait accosté sur une île gouvernée par des animaux, mais le libraire ne l'a jamais trouvée. Paul se souvient alors que l'île est décrite dans un livre pour enfant qu'il a trouvé dans la salle de jeu de la maison d'Émelius. Avant que le libraire ne réagisse, le groupe utilise le lit enchanté pour aller sur l'île.
Après un amerrissage mouvementé dans le lagon de Naboombu, les cinq héros font la rencontre de Mr Merlu et d'un night-club sous-marin avant d'être attrapés par l'hameçon d'un ours pêcheur qui les tire en dehors du lagon. L'ours les informe qu'aucun humain n'est autorisé sur l'île par décision du roi. Il conduit le groupe vers un oiseau secrétaire, dans un camp de tentes où se trouve le lion Leonidas, roi de l'île. Le roi est en colère de n'avoir aucun volontaire pour être l'arbitre lors d'un match de football. Émelius, qui découvre l'étoile d'Astaroth au cou du lion, se propose en tant qu'arbitre, mettant en avant son expérience de capitaine d'Arsenal.
Miss Price et sa troupe réussissent à s'emparer de l'Étoile, après un match de football mouvementé qu'Émelius a de la peine à arbitrer. Le roi Leonidas se lance à leur poursuite pour récupérer l'étoile, mais Miss Price l'en empêche en le transformant en lapin. Ils reviennent à Pepperinge Eye juste à temps pour constater avec effroi que le village a été choisi comme lieu de débarquement secret par les troupes allemandes. Mais, grâce à la formule magique (« Treguna mekoides trecorum satis dee ») désormais en sa possession, Églantine enfourche son balai et prend la tête d'un bataillon d'armures médiévales conservées au château voisin. Tels les fantômes de l'armée de Guillaume le Conquérant, ces armures rejettent à la mer l'ennemi qui, dans sa retraite, fait sauter le laboratoire d'Eglantine, rendant son armée totalement inerte.
Sans laboratoire ni formules magiques, Eglantine relativise, satisfaite des quelques services qu'elle a rendus et réalisant qu'elle ne pourra sans doute jamais être une vraie sorcière. Par après, Emelius s'engage dans la garde locale pour continuer la lutte et promet à Eglantine de revenir dès qu'il pourra. Carrie et Charlie sont déçus mais Paul leur montre le pommeau du lit étincelant et dit en souriant "J'ai encore ça"... 

## Fiche technique
- Titre français : L'Apprentie sorcière
- Titre original : Bedknobs and Broomsticks
- Réalisation : Robert Stevenson,  assisté de Christopher Hibler ; Arthur J. Vitarelli (deuxième équipe)
- Scénario : Bill Walsh et Don DaGradi d'après The Magic Bed Knob or How to Become a Witch in Ten Easy Lessons[NB 2] (1943) et Bonfires and Broomsticks[NB 3] (1947) de Mary Norton ; Ralph Wright et Ted Berman (séquences d'animation)
- Direction artistique : John B. Mansbridge et Peter Ellenshaw
- Décors : Emile Kuri et Hal Gausman
- Costumes : Bill Thomas (conception) assisté de Shelby Anderson, Chuck Keehne et Emily Sundby
- Maquillage : Robert J. Schiffer
- Coiffures : La Rue Matheron
- Photographie : Frank Phillips
- Effets spéciaux : Alan Maley, Eustace Lycett et Danny Lee
- Conception graphique :
  - Relation animation/prise de vue réelle : McLaren Stewart
  - Cadrage (Layout) : Don Griffith et Joe Hale
  - Décors d'animation : Al Dempster, Dick Kelsey, Ralph Hulett et Bill Layne
- Animation :
  - Supervision : Ward Kimball
  - Animation des personnages : Milt Kahl, Art Stevens, Julius Svendsen, John Lounsbery, Hal King, Eric Larson, Fred Hellmich, Jack Buckley et Jack Boyd
- Son : Robert O. Cook (supervision), Dean Thomas (mixage)
- Montage : Cotton Warburton (prises de vues réelles), James W. Swain (séquences d'animation), Evelyn Kennedy (musique)
- Musique : Irwin Kostal (non crédité)
  - Chansons : Richard M. Sherman et Robert B. Sherman
  - Orchestrations : Irwin Kostal, assisté de James MacDonald
- Chorégraphie : Donald McKayle, assisté de Carolyn Dyer
- Production : Bill Walsh (délégué), John D. Bloss (non crédité)
- Société de production : Walt Disney Pictures
- Société de distribution : Buena Vista Pictures Distribution
- Budget : env. 20 millions USD
- Format : Couleurs - 35 mm - 1,66:1 (1,37:1 négatif) - Dolby stéréo (Mono d'origine)
- Durée : 
  - 117 minutes (version Originale & ressortie 2009)
  - 98 minutes (Version Télévisée, 1981)
  - 134 minutes (Version Longue, ressortie 2003)
- Dates de sortie : 
  - États-Unis : 11 novembre 1971
  - France : 13 décembre 1972

Sauf mention contraire, les informations proviennent des sources suivantes : Leonard Maltin, John Grant, Mark Arnold et IMDb.

## Distribution

### Distribution et voix originales
- Angela Lansbury : Eglantine Price
- David Tomlinson : Pr. Emelius Browne
- Roddy McDowall : Mr. Rowan Jelk
- Cindy O'Callaghan : Carrie Rawlins
- Roy Snart : Paul Rawlins
- Ian Weighill : Charlie Rawlins
- Sam Jaffe : Bookman (le libraire)
- John Ericson : Colonel Heller
- Bruce Forsyth : Swinburne
- Tessie O'Shea : Mrs. Jessica Hobday
- Arthur Gould-Porter : Captain Ainsley Greer (le capitaine Greer)
- Reginald Owen : General Sir Brian Teagler (le général Teagler)
- Ben Wrigley : Portobello Road Workman (ouvrier à Portobello Road)
- Cyril Delevanti : Elderly Farmer (vieux fermier)
- Rick Traeger : German Sergeant (sergent allemand)
- Manfred Lating : German Sergeant  (sergent allemand)
- John Orchard : Vendor (vendeur de peintures)
- Arthur Space : Old Home Guardsman (gardien de la vieille demeure)
- Morgan Farley : Old Piano Player (vieux pianiste)

et les voix de
- Bob Holt : Mr. Codfish (M. Le Merlu)
- Lennie Weinrib : Secretary Bird (l'oiseau-secrétaire) / King Leonidas (le roi Léonidas)
- Dallas McKennon : Bear (l'ours)

Source : Leonard Maltin, John Grant, Mark Arnold et IMDb

### Voix françaises

#### 1erdoublage(1972)
- Mony Dalmès : Églantine Price
- Éliane Thibault : Églantine Price (chant)
- Philippe Dumat : Émelius Browne
- Francis Linel : Émelius Browne (chant)
- Jean-Pierre Dorat : M. Rowan Jelk
- Séverine Morisot : Carrie Rawlins
- Christophe Bruno : Paul Rawlins
- Fabrice Bruno : Charlie Rawlins
- Henri Virlogeux : le libraire
- Jean Berger : le colonel Heller
- Georges Atlas : M. Frederick Swinburne
- Lita Recio : Mme Jessica Hobday
- Jacques Marin : le capitaine Ainsley Greer
- Fernand Fabre : le général Brian Teagler
- Marie Francey : la boutiquière
- Jean-Henri Chambois : M. Le Merlu
- Jacques Ciron : l'oiseau-secrétaire
- Claude Bertrand : le roi Léonidas
- Jacques Dynam : l'ours pêcheur
- Paul Villé : Le vieux fermier peignant le panneau
- Pierre Collet : Le sergent moustachu de la garde territoriale
- Pierre Marret : Vendeur russe
- José Germain : Vendeur d’antiquités
- Anne Germain : Vendeuse de cristaux
- Henri Tallourd : Vendeur de bijoux
- Jean Stout : Vendeur de tableaux
- Fernand Fabre : Le chef de gare
- Hans Verner : Sergent allemand
- Marie Francey : Voix-off « centre d’accueil d’enfants, musée fermé » / Vendeuse de bijoux / La femme récupérant des enfants au centre d’accueil
- Jean Berger : Voix-off lecture journal
- Chœurs : Danielle Licari, Anne Germain, Géraldine Gogly, Françoise Walle, Henri Tallourd, José Germain, Jean Stout, etc.

#### 2edoublage(2003)
- Brigitte Virtudes : Églantine Price
- Bernard Alane : Émelius Browne / Voix-off lecture journal
- Éric Legrand : M. Rowan Jelk
- Camille Donda : Carrie Rawlins
- Maxime Baudouin : Charlie Rawlins
- Louis Pottier : Charlie Rawlins (chant)
- Gwenvin Sommier : Paul Rawlins
- Jean-Pierre Denys : Général Taegler / Chef de gare
- Pierre Baton : le libraire
- Marc Perez : le colonel Heller
- Nicolas Marié : M. Frederick Swinburne
- Marion Game : Mme Jessica Hobday
- Philippe Dumat : le capitaine Ainsley Greer
- Jacques Dynam : M. Widdenfield, le vieux garde du centre d’accueil
- Gérard Dessalles : M. Le Merlu
- Jean-Claude Donda : l'oiseau-secrétaire
- Richard Darbois : le roi Leonidas
- Pascal Renwick : l'ours pêcheur
- Georges Aubert : Le vieux fermier peignant le panneau
- Hélène Otternaud : La femme récupérant des enfants au centre d’accueil
- Pascal Casanova : Le sergent moustachu de la garde territoriale
- Olivier Constantin Vendeur de sculptures / Vendeur russe / Vendeur d’antiquités / Premier vendeur de livres
- Francine Chantereau : Vendeuse de cristaux
- Georges Costa : Vendeur d’armes anciennes
- Michel Costa : Vendeur de bijoux
- Jacques Mercier : Vendeur de tableaux
- Martine Latorre : Vendeuse de fripes
- Daniel Beretta : Deuxième vendeur de livres
- Sylvie Genty : Voix-off « centre d’accueil d’enfants, musée fermé »
- Bernard Métraux : Voix des actualités radio

Chœurs : Francine Chantereau, Dominique Poulain, Martine Latorre, Magali Bonfils, Michel Costa, Georges Costa, Olivier Constantin, Jean-Marie Marrier, Jacques Mercier et Jean-Claude Briodin.

## Récompenses et distinctions

### Récompenses
- Oscars 1972 : Meilleurs effets visuels (Alan Maley, Eustace Lycett et Danny Lee)

### Nominations
- Oscars 1972 :
  - Meilleure direction artistique (John B. Mansbridge, Peter Ellenshaw, Emile Kuri et Hal Gausman)
  - Meilleure création de costumes (Bill Thomas)
  - Meilleure chanson originale pour The Age of Not Believing (Richard M. Sherman et Robert B. Sherman)
  - Meilleure musique de film (Richard M. Sherman, Robert B. Sherman et Irwin Kostal)
- Golden Globes 1972 : Meilleure actrice dans un film musical ou une comédie (Angela Lansbury)

## Sorties cinéma
Sauf mention contraire, les informations suivantes sont issues de l'Internet Movie Database.
- Royaume-Uni : 7 octobre 1971 (Première)[7], 8 octobre 1971
- États-Unis : 11 novembre 1971 (Première à New York), 13 décembre 1971 (nationale[7])
- Irlande : 7 juillet  1972
- Espagne : 16 octobre 1972 (Madrid), 14 décembre 1972 (Barcelone)
- Suède : 23 octobre 1972
- Finlande : 27 octobre 1972
- France : 27 octobre 1972, 24 juin 1981
- Italie : 14 décembre 1972
- Pays-Bas : 14 décembre 1972
- Allemagne de l'Ouest : 15 décembre 1972
- Danemark : 26 décembre 1972
- Hong Kong : 18 janvier 1973
- Japon : 10 mars 1973
- Brésil : 28 décembre 1973
- Argentine : 3 janvier 1974
- Uruguay : 19 septembre 1974 (Montevideo)
- Australie : 18 août 1983
- Belgique : 29 décembre 2014

## Sorties vidéo
- Années 1980 - VHS avec recadrage 4/3 (plein écran) - Version courte (21 minutes coupées)
- 1985 - VHS (États-Unis et Québec) avec recadrage 4/3 - Version courte
- 12 octobre 1989 - VHS (Québec et États-Unis) - Version courte
- 16 octobre 1992 - VHS avec recadrage 4/3  - Version courte
- 28 octobre 1994 - VHS (Québec) avec premier doublage français et recadrage 4/3 (1,33:1)
- Juillet 1997 - VHS avec recadrage 4/3  - Version courte
- Juillet 1997 - LaserDisc avec format recadré 1.66 - Version courte
- 20 mars 2001 - VHS et DVD (Québec), collection « Classique or » - Version longue
- 2001 - DVD avec format respecté 1.66 - Version courte
- 8 octobre 2003 - VHS avec second doublage français et recadrage 4/3 - Version d'origine restaurée inédite incluant Donald et la Sorcière
- 8 octobre 2003 - DVD avec second doublage français et format respecté 1.66 - Version longue (2 h 14) restaurée inédite incluant Mickey Magicien et Donald et la Sorcière
- 26 août 2009 - DVD avec premier doublage français et format respecté 1.66 - Version cinéma d'origine (1 h 52) restaurée

## Origine et production
Les vicissitudes rencontrées lors de la production de Mary Poppins (1964) ont poussé Walt Disney à acheter les droits du roman The Magic Bed Knob de Mary Norton dans l'optique de réutiliser les éléments produits dans un autre film,,,,. John Grant indique que deux ouvrages de Mary Norton ont été utilisés, The Magic Bed Knob (1943) et Bonfires and Broomsticks (1947),. L'achat porte sur les deux romans alors regroupés sous le nom Bedknob and Broomsticks. L'intérêt que Walt Disney porte à cette histoire en particulier est assez faible et, selon David Koenig, uniquement dans l'optique « d'un chantage » envers Pamela L. Travers. Toutefois Leonard Maltin cite une interview des frères Sherman réalisée par Doug McClelland pour le magazine Record World où les compositeurs indiquent que les droits du livre de Mary Norton ont été achetés avant ceux de Pamela L. Travers. Dans la même interview, les compositeurs expliquent que Walt Disney est venu, durant les problèmes de production de Mary Poppins, avertir l'équipe de ne pas s’inquiéter car le studio possédait un autre film avec de la magie. Cette solution aurait été annoncée en 1963.
L'écriture du scénario et la composition de la musique débutent en 1964 mais s'arrêtent avec le succès de Mary Poppins pour ne reprendre qu'en 1970. L'équipe chargée du développement du scénario est alors composée de Bill Walsh, Don DaGradi et des frères Sherman. Le scénario met en scène une femme célibataire excentrique qui, à l'automne 1940, cherche en tant qu'apprentie sorcière une formule magique pour gagner la guerre et sauver l'Angleterre. David Jonas a créé des dessins d’inspiration pour le film. Dans un premier scénario développé avant 1968, le roi Leonidas de Naboombu ne défiait pas Églantine Price dans un match de foot mais dans un spectacle de Vaudeville dont le point culminant était une chanson intitulée Solid Citizen. Selon les frères Sherman, cela permettait de recentrer le film sur la sorcière qui n'est qu'une simple spectatrice durant le match de foot.
Les frères Sherman indiquent qu'en 1968, Bill Walsh est venu les chercher dans leur bureau alors qu'ils allaient quitter le studio pour leur demander de poursuivre la composition musicale de l'Apprentie sorcière mais aucune date pour le reste de la production n'est annoncée. En novembre 1969, Walsh appelle les frères Sherman pour leur annoncer le début du tournage,.

### Acteurs et tournage

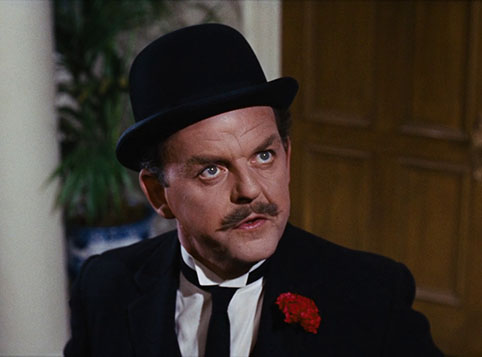
David Tomlinson dans Mary Poppins.

Le film réunit plusieurs personnes ayant participé à Mary Poppins, à savoir David Tomlinson, les frères Sherman, le réalisateur Robert Stevenson, le directeur artistique Peter Ellenshaw et le directeur musical Irwin Kostal. De même Eric Larson qui avait réalisé Les 101 Dalmatiens (1961) est à nouveau animateur de personnage, un poste qu'il occupe sur la majorité des productions Disney depuis 1960.

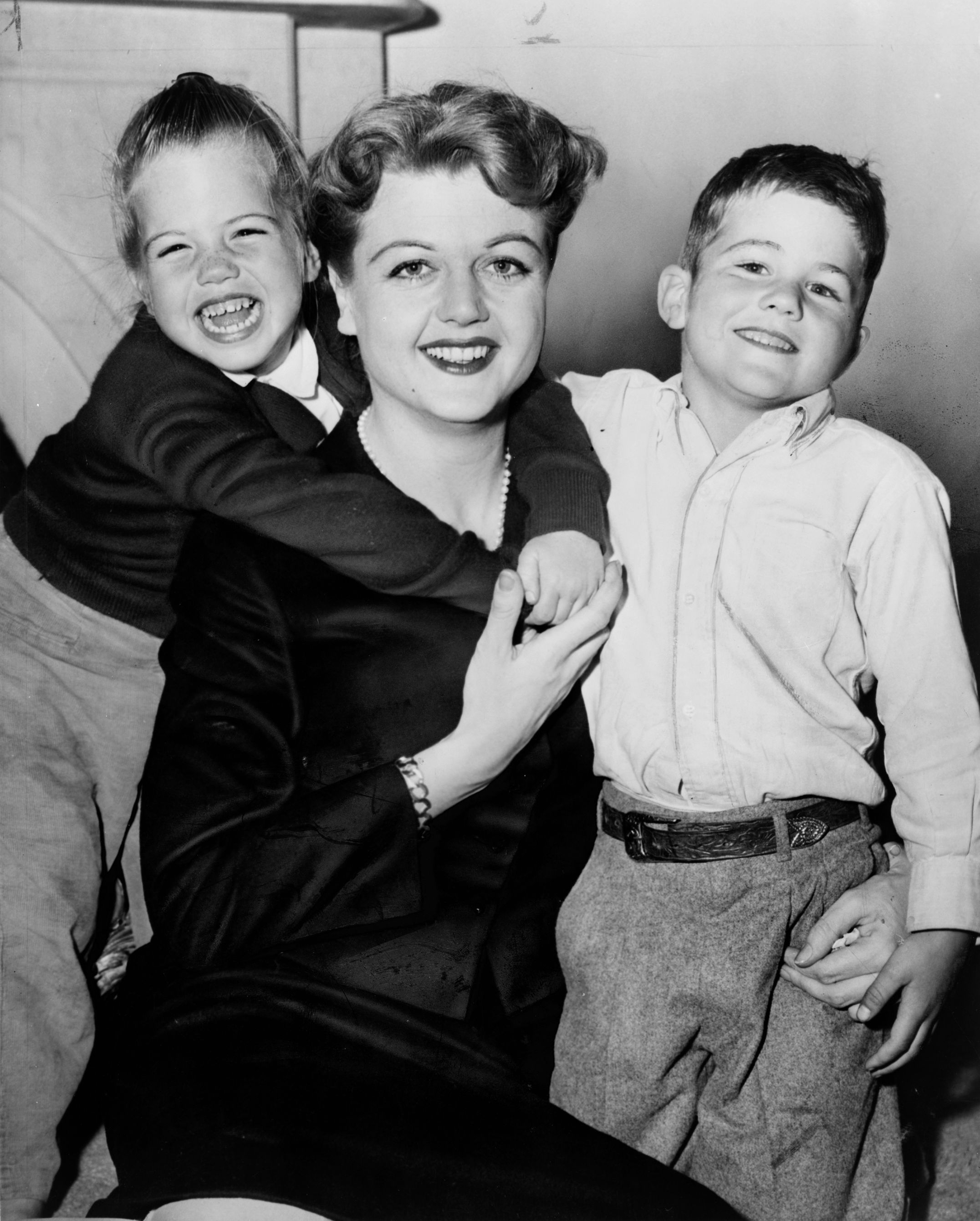
Angela Lansbury en 1957.

Pour le rôle d'Églantine Price, plusieurs actrices ont été pressenties : Julie Andrews, Leslie Caron, Lynn Redgrave et Judy Carne. De même, pour celui d'Émelius Browne, Ron Moody acteur connu pour le rôle de Fagin dans Oliver ! (1968), a été envisagé. Le choix d'Angela Lansbury pour Églantine Price est considéré par les frères Sherman comme « absolument parfait [car] elle peut afficher toutes les facettes du personnage, chaque nuance et en faire un portrait riche et profond ». Ils écrivent que durant le tournage l'actrice était toujours prête, maîtrisant chaque ligne de son texte et jamais fatiguée. David Koenig note que Roddy McDowall est crédité en troisième position mais ne fait que « deux brèves apparitions sans conséquences. » Il devait toutefois être l'un des prétendants d'Églantine Price mais le rôle a été réduit.
Le tournage du film se déroule uniquement aux studios Disney de Burbank, en Californie. Le village de Pepperinge Eye et le cottage d'Eglatine Price sont construits en extérieur tandis que trois blocs de la rue Portobello Road sont reconstruits en studio. Pour cette scène, le studio fait appel à beaucoup de comédiens dont de nombreux vétérans du vaudeville, du music-hall ou des répétiteurs dans un décor comprenant des éléments aussi disparates qu'une chaise à porteurs sicilienne, des porcelaines de Limoges et des masques à gaz de la Seconde Guerre mondiale. L'armée de fantômes en armure est un ensemble de pièces conçu pour le film Le Cid (1961) tourné en Espagne, envoyé aux États-Unis pour être utilisé par Warner Bros. sur la comédie musicale Camelot (1960) puis par Disney,.
La séquence d'animation a été réalisée sous la direction de Ward Kimball, et, selon Leonard Maltin cela se ressent par le fait que les personnages animés sont dessinés de manière amusante.

### La musique

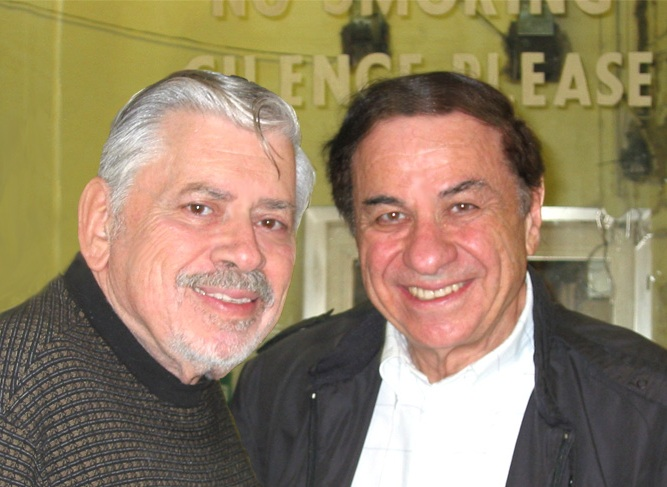
Les frères Sherman en 2002 : Robert B. Sherman (à gauche) et Richard M. Sherman (à droite)

Après la mort de Walt Disney durant la production du film Le Plus Heureux des milliardaires (1967), la direction de Disney est devenue de moins en moins réceptive aux travaux des frères Sherman. Toutefois, les auteurs-compositeurs ont poursuivi leur travail sur deux œuvres entamées, The One and Only, Genuine, Original Family Band et L'Apprentie sorcière. Les compositeurs retravaillent donc les chansons entre 1970 et 1971.
Plusieurs chansons ont été composées par les frères Sherman pour le film L'Apprentie sorcière. La chanson The Beautiful Briny (Dans le bleu de la mer) était à l'origine prévue pour Mary Poppins (1964), mais abandonnée en cours de production. Elle fut reprise presque sans changement dans L'Apprentie sorcière,. Les autres chansons du film sont The Old Home Guard, The Age of Not Believing (L'Âge de vos beaux rêves), Églantine et Portobello Road.
D'autres chansons ont été enregistrées mais ont été retirées peu avant la sortie du film pour le raccourcir. Une séquence intitulée With a Flair permettait à David Tomlinson de faire un numéro de vaudeville avec des tours de magie et de clowns, elle fut réintégrée dans une version sur support vidéo numérique. Durant la chanson, le magicien Émelius chantait à la foule de passants que l'on peut faire ce que l'on veut si l'on a du style. La chanson Nobody's Problems avec pour thème la solitude, chantée par Églantine et les enfants, a été retirée du film lors de sa première sortie puis ajoutée dans la version restaurée.
Deux chansons supplémentaires ont été produites mais jamais réintégrées. Une chanson intitulée The Step in the Right Direction chantée par Angela Lansbury a été retirée du film juste avant sa sortie. L'actrice chantait à son chat durant la préparation de son premier voyage en balai. Une chanson supplémentaire intitulée Two Cups of Tea sur la solitude d'Églantine Price n'a pas été enregistrée.

#### Bande originale
Sauf mention contraire, les informations proviennent de Dave Smith et Mark Arnold.
- The Old Home Guard
- L'Âge de vos beaux rêves (The Age of Not Believing) - Églantine
- With a Flair (seulement dans la version longue)
- Églantine - Émelius Browne
- Portobello Road - Émelius Browne et chœur
- Dans le bleu de la mer (The Beautiful Briny Sea) - Églantine et Émelius Browne
- Substitutiary Locomotion - Émelius Browne, Églantine et les enfants
- Nobody's Problems For Me (seulement dans la version longue)

### Les personnages animés
Le film comporte une longue séquence d'animation avec de nombreux animaux en animation. En dehors de la souris, des vautours, de la pieuvre et quelques autres, la plupart des personnages d'animation sont des joueurs de football et les spectateurs. La pieuvre apparaît au début du film lorsque le lit devient un sous-marin et on peut la voir jouer aux cartes avec un flet et une morue. On y rencontre aussi Mr Le Merlu, un poisson très urbain avec un veston et un chapeau mou, fumant le cigare. La séquence est supervisée par Art Stevens. Pour John Grant, le personnage de Le Merlu dont la voix est donnée par Robert Holt, se rapproche de Crapaud baron Têtard dans La Mare aux grenouilles (1949). Il possède le comportement d'un colonel de l'armée à la retraite dans une petite ville de la campagne anglaise. Toutefois Grant note que l'acteur Robert Holt fait parfois usage d'expressions américaines et non anglaises. L'ours pêcheur est le personnage qui a hameçonné le cadre de lit et attiré les acteurs en prise de vue réelle dans le royaume de Naboombu.
Le reste des personnages un peu développés apparaît lors du match de football. La souris est cachée dans la poche du crocodile et n'est sortie que pour terrifier l'éléphant de l'équipe adverse, tandis que les vautours sont les médecins-ambulanciers du stade. Une autre pieuvre (ou peut-être est-ce la même) joue de la batterie dans la fanfare pour le match.

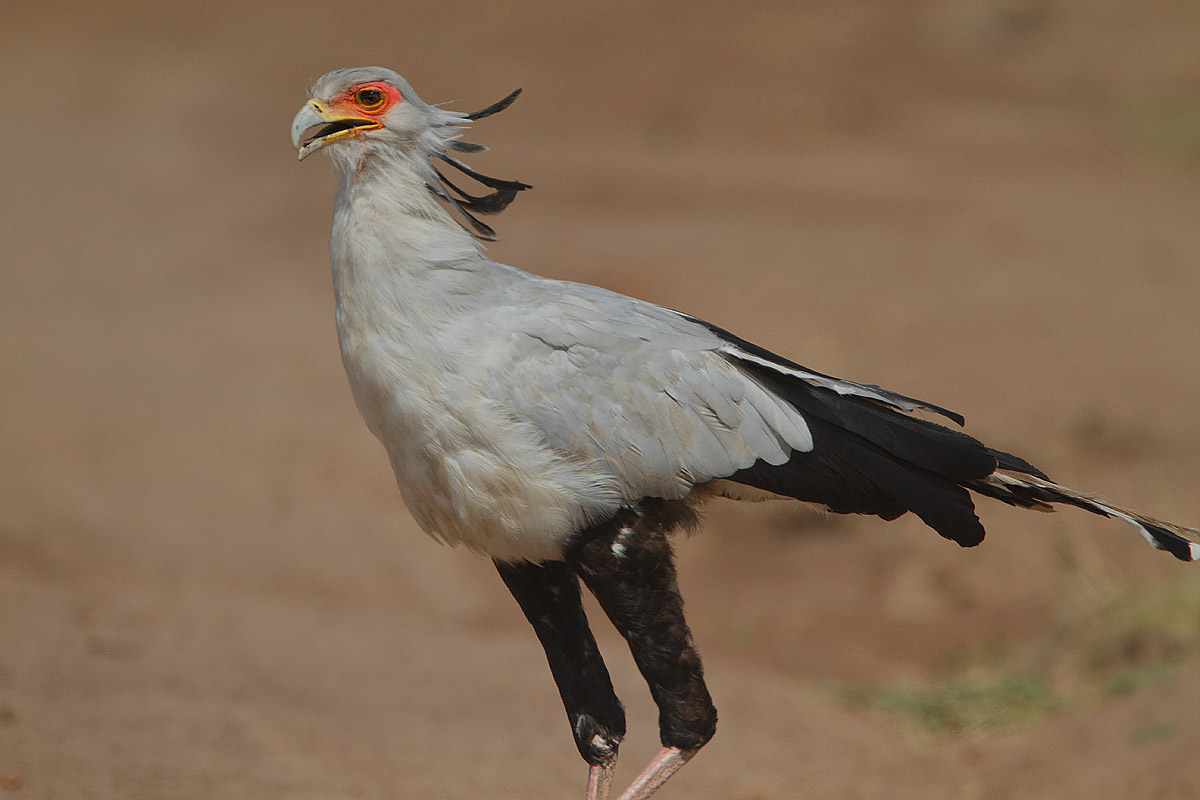
Un Messager sagittaire

L'oiseau secrétaire, un échassier de l'espèce messager sagittaire, est une caricature du serviteur anglais qui a l'infortune d'être le conseiller du roi. Moins fou qu'il n'y paraît, il s'aperçoit le premier de la disparition du médaillon d'Astaroth.
La première rencontre avec le roi se fait de manière indirecte, au travers de son rugissement lancé sur l'échassier qui lui sert de secrétaire. Le roi Leonidas est un lion musclé, « fort en gueule » et passionné de football qui n'aime ni les gens ni perdre. Il porte autour du cou un médaillon avec le symbole du magicien Astaroth. La voix du lion est, selon Maltin, une parodie de Long John Silver dans L'Île au trésor (1950) interprété par Robert Newton. Son envie de gagner et d'être reconnu comme le meilleur joueur de football du monde le pousse à changer les règles à son profit. Émelius se propose comme arbitre de la rencontre.
Les joueurs sont répartis en deux équipes, la jaune et la bleue, comme suit :
| Équipe jaune        | Équipe bleue |
| ------------------- | ------------ |
| Roi Léonidas (Lion) | Autruche     |
| Rhinocéros          | Guépard      |
| Crocodile           | Kangourou    |
| Hyène               | Hippopotame  |
| Phacochère          | Éléphant     |
| Gorille             |              |

Pour John Grant, l'équipe jaune du roi lion Leonidas possède plusieurs avantages comme un joueur supplémentaire, des animaux plus carnassiers et a toutes les chances de gagner même sans tricher.

## Sortie et accueil

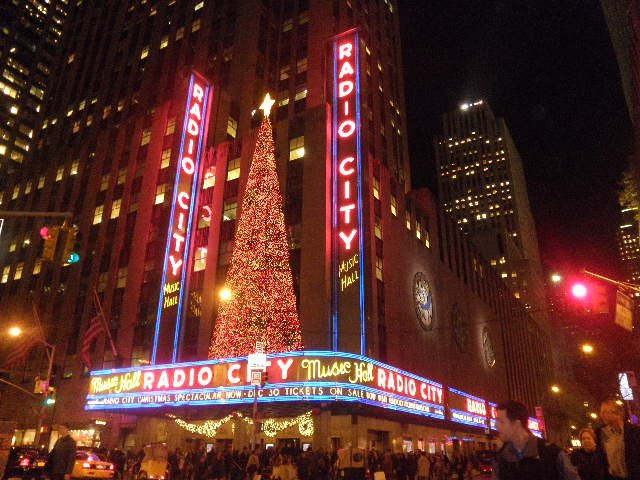
Le Radio City Music Hall à New York durant le Noël 2006.

Le film sort au Royaume-Uni en octobre-novembre 1971 puis aux États-Unis en novembre. Le film ne dure alors que 117 minutes car il est déjà amputé de plusieurs scènes. Richard et Robert Sherman indiquent que le film était programmé pour le spectacle de Noël du Radio City Music Hall mais qu'avec sa durée initiale de deux heures et demie, il a dû être coupé de plus de 30 minutes pour satisfaire la programmation de la salle,,. Ce sont les chansons écrites par les frères Sherman qui ont été retirées. Robert Sherman évoque même une version en dessous des deux heures pour satisfaire les compagnies d'aviation.
Le succès n'est pas au rendez-vous et, lors de sa ressortie en 1979 aux États-Unis, le film est à nouveau amputé de 20 minutes,, ce qui correspond à la majorité des chansons, sauf deux. Toutefois, pour son 25e anniversaire, la version complète du film a été diffusée lors d'une cérémonie semblable à une première le 27 septembre 1996 au Samuel Goldwyn Theater à Beverly Hills. Cette version a ensuite été publiée sur support vidéo en 1997 et diffusée à la télévision sur Disney Channel en août 1998. Le film rapporte 17,8 millions de dollars lors de sa sortie initiale, ce qui n'est pas si mal sauf qu'il a nécessité un budget de 20 millions de dollars.

### Produits dérivés à la sortie du film
La sortie du film a été précédée par la publication en bande dessinée hebdomadaire d'une adaptation de l'histoire par Frank Reilly, avec des dessins de John Ushler, publiée durant 18 semaines entre le 4 juillet 1971 et le 31 octobre 1971. Une seconde version d'un seul tenant, sur 25 pages, a été publiée dès janvier 1972 dans le numéro 6 du magazine Walt Disney Showcase avec des dessins de Dan Spiegle, version rééditée en 1979 dans le numéro 50 du même magazine à l'occasion de la ressortie du film.
À l'opposé, le disque 33T sorti avec le film se distingue par le fait qu'il comprenait les chansons retirées. La version narrée du film présentait Dall McKennon dans le rôle d'Émelius avec un accent britannique prononcé à l'image de celui de Bagheera dans le Livre de la jungle (1967). Une troisième version, celle de seconde distribution, a aussi été publiée et ces deux versions sont les dernières à être enregistrées à Londres par Tutti Camarata avec le groupe Mike Sammes Singers, Mike Sammes assurant la plupart des solos. La version seconde distribution comporte aussi un élément intrigant, un « mystère » pour Tim Hollis et Greg Ehrbar : la chanson Substitutiary Locomotion est interprétée par Judy Carne qui, auditionnée pour le rôle d'Églantine, n'avait été retenue ni pour le film ni pour le disque. Cette chanson serait l'enregistrement de son audition présente sur le disque pour une raison inconnue.

### Conséquence du mauvais résultat du film
Le mauvais résultat du film lors de sa sortie initiale a modifié la production des studios Disney qui s'est poursuivie au rythme moyen de quatre films par an alternant comédies et films sur la nature, les enfants ou les animaux, mais abandonnant les comédies musicales et les grosses productions de tout genre. Le film L'Apprentie sorcière marque la dernière collaboration des frères Sherman avec Disney jusqu'aux Aventures de Tigrou sorties en 2000. C'est aussi le dernier film Disney à recevoir un Oscar jusqu'à La Petite Sirène (1989) et la dernière apparition de l'acteur Reginald Owen. Après Mary Poppins en 1964, L'Apprentie sorcière est le seul long métrage du groupe des studios Disney à recevoir un oscar avant La Couleur de l'argent (1986) en 1987, film sorti sous le label Touchstone Pictures, filiale de Disney.
Les frères Sherman écrivent que les nombreuses suppressions de leurs chansons pour satisfaire le spectacle de Noël du Radio City Music Hall sont une des principales raisons de la fin de leur collaboration avec Disney,. Pour eux, si Walt Disney avait été encore vivant, il n'aurait jamais autorisé la suppression de Nobody's Problems, With A Flair, A Step in the Right Direction et une portion d’Eglantine, des chansons illustrant des scènes qui donnaient selon eux du cœur, de la couleur et de la personnalité au film,. Ils indiquent que les décisions au sein du studio Disney étaient désormais prises par un comité, qu'ils ont surnommé le « Conseil d'indécision », et non plus Walt Disney, comptant 7 ou 8 membres,.
Le film ressort au cinéma en 1980.

### Version DVD restaurée
La version DVD du film comprend des scènes coupées mais, étrangement, les pistes sonores associées ont disparu. Angela Lansbury a dû retourner en studio pour réenregistrer les paroles et chansons, tandis que les enfants dont la voix a changé ou David Tomlinson, depuis décédé, ont été remplacés par des acteurs inconnus.
Les frères Sherman ont beaucoup contribué à cette édition sur support DVD offrant des commentaires, des chansons et des anecdotes. Ils précisent que c'est le premier film du studio auquel ils participent sans la présence de Walt Disney durant la production. Les Perkins et Greg Kimble expliquent quant à eux le Procédé à la vapeur de sodium utilisé pour les effets spéciaux inventé en partie par Ub Iwerks.
La version DVD comprend aussi 20 minutes d’enregistrement de la chanson The Step in the Right Direction  mais toujours sans son alors qu'elle est présente sur la bande originale du film.

## Analyse

### Différences entre le film et le roman
Dans le premier roman The Magic Bed Knob (1943) de Mary Norton qui sert de base pour la première partie du film, les trois enfants Carey, Charles et Paul habitent chez leur tante, une voisine d'Églantine Price. C'est à cause d'une chute de balai que les enfants découvrent son secret : c'est une sorcière en formation. Elle transforme Paul en grenouille jaune pour démontrer ses pouvoirs puis offre un sort en échange du silence des enfants. Le sort est un enchantement de la pommette du lit (ou boule de lit) de Paul qui permet à celui-ci de voyager où il le souhaite. Le film utilise le terme « Bed Knobs » (pommettes de lit) au pluriel alors qu'il est au singulier dans le livre et, malgré cela, une seule pommette est enchantée. Le premier souhait formulé emmène les enfants à Londres pour retrouver leur mère mais ils finissent au commissariat, dont ils parviennent toutefois à s'enfuir. Le second voyage, accompagné de Mademoiselle Price, permet de rejoindre une île des Mers du Sud nommée Ueepee. Ils tentent d'y pique-niquer mais sont capturés par des cannibales. Églantine Price fait un combat de magie avec le sorcier-médecin indigène et parvient à le transformer en grenouille. Une fois rentrés en Grande Bretagne, la sorcière envoie les enfants chez leur mère.
Dans le second roman Bonfires and Broomsticks (1947), qui prend place deux années plus tard, les enfants retrouvent Mlle Price grâce à une annonce dans le journal pour garder des enfants durant l'été. Elle a racheté à la tante des enfants le lit enchanté mais refuse désormais de faire de la magie. Ils parviennent à la convaincre d'utiliser le lit une dernière fois pour un voyage dans le temps en 1666 pour rencontrer Émelius Jones, un nécromancien. Les enfants y vont seuls et réussissent à faire venir Émelius dans le futur pour lui faire rencontrer la sorcière capable d'enchanter le lit.
Églantine renvoie le magicien à son époque mais commence à regretter la manière employée et repart avec les enfants dans le passé. Ils découvrent Émelius emprisonné attendant son exécution pour pratique de la sorcellerie. Grâce à la magie, Églantine libère le magicien alors qu'il est sur le bûcher et tous repartent vers le futur. À la fin du second livre, Églantine repart avec Émelius dans le passé, où ils se marient.
Dans les livres, on peut noter qu'il n'y a aucune référence à la Seconde Guerre mondiale.

### Un secondMary Poppins
Douglas Brode considère le film L'Apprentie sorcière (1971) comme une variante de Mary Poppins (1964). Il résume L'Apprenti sorcière à « un film fantastique ressemblant à Mary Poppins, sorti 5 ans après la mort de Walt Disney, mais visualisé par le cinéaste durant ses dernières années et ayant pour sujet une sorcière géniale. » Christopher Finch classe le film parmi les films en prise de vue réelle intéressants produits après Mary Poppins. Leonard Maltin écrit que le film est la production la plus ambitieuse du studio Disney après la mort de son fondateur fin 1966. John Grant précise que ce film est souvent évalué par rapport à Mary Poppins mais que la comparaison ne lui est pas favorable. Grant concède que les parallèles sont nombreux avec, par exemple, le même réalisateur, la présence de David Tomlinson et une séquence centrale en animation provoquée par la magie. John Grant ainsi que Tim Hollis et Greg Ehrbar rappellent que L'Apprentie sorcière a failli être une solution de rechange pour les chansons et l'animation de Mary Poppins quand Pamela L. Travers refusait les adaptations effectuées par le studio Disney,. Hollis et Ehrbar ajoutent que L'Apprentie sorcière possède de solides éléments de divertissement Disney et de nombreux éléments exceptionnels mais la production est gênée par l'absence de Walt Disney.
Pour Douglas Brode, L'Apprentie sorcière est le dernier film initié par Walt Disney avant sa mort en décembre 1966 mais aussi un bon exemple des rares idées non pacifistes propagées par le studio Disney, à savoir qu'il faut se battre pour sa défense et non pour des raisons impérialistes. Brode ajoute que, pour sauver l'Empire britannique d'ennemis aussi méchants que les nazis, il faut faire appel à une sorcière. Selon Brode, la vision pacifiste du film peut être portée au crédit de Walt Disney. Le plus grand souhait de la magicienne Églantine Price est la paix dans le monde, et l'usage de magie lui semble indiqué pour accomplir ce rêve. Brode trouve que les propos de la sorcière se lançant au combat font échos aux paroles du roi Henri dans Henri V (1599) de William Shakespeare lors du Siège d'Harfleur.
Pour Maltin, l'animation présente dans le film aurait pu contribuer à son succès tout comme la réutilisation des ingrédients qui ont fait de Mary Poppins un phénomène. Mais le succès ne vient pas et ne provoque [chez le public] aucune sensation se rapprochant de Mary Poppins à cause, selon Maltin, de son manque d'universalité dans l'histoire, de chansons moins bonnes et de l'absence de nouveauté. Maltin note toutefois que la séquence mêlant animation et prises de vue réelle dépasse [en qualité] les précédentes tentatives dans ce genre. Il évoque le voyage d'Églantine et ses amis depuis les pages d'un livre vers l'île de Naboombu à bord d'un lit enchanté. Pour Maltin, l'action est rapide et frénétique avec des interactions impressionnantes entre acteurs et personnages d'animation. Pour David Koenig les fonctions premières du compas magique de Mary Poppins (une scène supprimée), et de la boule de lit enchantée, sont si proches que la chanson The Beautiful Briny écrite par les frères Sherman pour le premier a été réutilisée pour la seconde, les frères Sherman rappelant que la scène se passe aussi sous l'eau. Mais les compositeurs expliquent que c'est à la suite de leur suggestion et pour coller à la musique que le lit n'atterrit pas directement sur l'île et passe sous l'eau.
Grant explique que les films Mary Poppins et L'Apprentie sorcière sont très différents, le premier est destiné aux plus jeunes avec une structure épisodique pour que leur attention soit renouvelée durant les 140 minutes du film tandis que le second est d'un seul tenant sous la forme d'une aventure de 117 minutes. Pour Grant le film ne joue jamais avec le désenchantement au contraire de Mary Poppins mais l'auteur ne préfère pas s'étendre sur l'ensemble des éléments différents tellement ils sont nombreux. Pris à part, L'Apprentie sorcière est pour Grant un très bon film avec des acteurs excellents, aux effets spéciaux sans faille, une animation parmi les meilleures du studio Disney et un mélange animation prise de vue réelle meilleur que dans Mary Poppins. Sur un autre plan, Grant considère que les personnages du roi Leonidas et de l'ours pêcheur sont graphiquement des avant-goûts respectivement du Prince Jean et de petit Jean dans Robin des Bois (1973), le second est aussi un rappel de l'ours Baloo.
Douglas Brode compare L'Apprentie sorcière et Mary Poppins sous le regard de la société à l'époque de leurs sorties. Il écrit que dans la période pré-Woodstock, Mary Poppins offre une image novatrice de la sorcière et L'Apprentie sorcière sortie juste après la période hippie aux États-Unis pousse l'image plus loin. Dès l'introduction du film L'Apprentie sorcière, la musique se fait célébration à l'apparition de la sorcière ce qui démontre selon Brode une modification de l'attitude du public de Disney avec un contraste entre ce qui est vu et ce qui est entendu.
Jay P. Telotte note que le studio Disney a essayé de reproduire le succès de Mary Poppins en reprenant le mélange animation et prise de vue réelle sous la forme de comédie musicale à plusieurs reprises, par exemple avec L'Apprentie sorcière puis avec Peter et Elliott le dragon (1977). Ce second exemple de reprise d'une recette est aussi donné par Tim Hollis et Greg Ehrbar.
Mark Arnold écrit que le studio Disney avait à l'époque la volonté de satisfaire les enfants, d'où les nombreuses scènes coupées et de leur présenter au plus vite les animations et les effets spéciaux au lieu des chansons et des danses. Techniquement, l'animation de L'Apprentie sorcière est la meilleure depuis l'introduction du procédé de xérographie, meilleure selon Arnold que les Aristochats ou Robin des Bois. Arnold ajoute que les effets spéciaux mêlant animation et prise de vue réelle sont meilleurs que Mary Poppins.

### Une sorcière lesbienne
Douglas Brode évoque les représentations des trois âges de la femme chez Disney ou trois âges de la déité féminine. Pour lui, le troisième âge, la « vieille mégère », est présent au travers de l'image de la sorcière, un personnage récurrent chez Disney. Parmi les usages par Disney de la vieille sorcière, il cite Donald et la Sorcière (1952) et L'Apprentie sorcière. Brode considère L'Apprentie sorcière comme une variante de Mary Poppins pour plusieurs raisons principalement la mère de substitution et l'utilisation de la magie. Pour Brode, Églantine Price révèle assez rapidement son secret d'être une magicienne et d'aimer voler sur son balai la nuit, alors que Mary Poppins est un peu plus réticente à user de la magie. Il indique aussi qu'en tant que femme, Églantine semble avoir dépassé l'âge d'avoir des enfants.
Brode n'est pas le seul à comparer Mary Poppins et Églantine Price. L'essayiste américaine Chris Cuomo a écrit une étude sur les films Disney en comparant les images morales et sexuelles qu'ils abordent. L'essai est repris à la fois par Lynda Haas, Elizabeth Bell et Laura Sells dans From Mouse to Mermaid et par Sean Griffin dans Tinker Belles and Evil Queens. Cuomo compare Mary Poppins (1964) à L'Apprentie sorcière (1971), estimant que le second ne parvient pas à égaler le premier,. Cuomo cite Sheila Jeffries qui écrit que « toute attaque contre les vieilles filles célibataires est une attaque contre les lesbiennes ». Cuomo ne souhaite pas entrer dans le débat mais note que les représentations stéréotypées des lesbiennes et des vieilles célibataires sont souvent proches.
Cuomo précise que les personnages féminins de Disney comportent souvent un panel d'idéaux féministes et d'avertissements. Cuomo cite les visages souriants, les clins d'œil aguicheurs, les tailles de guêpes pour les princesses ou à l'opposé les méchantes sorcières. Alors que Mary Poppins fait voler en éclats les structures habituelles des sorcières, Églantine Price regroupe à la fois les clichés traditionnels et contemporains. Elle est une vieille célibataire affirmée et indépendante. Son secret [pour conserver cette situation] serait lié à sa pratique de la magie. Le personnage est empreint de traditionalisme, de loyauté envers cette tradition et se présente comme le défenseur avec sa magie de l'Angleterre lors de la Seconde Guerre mondiale aux côtés de la « Vieille Garde » constituée des vétérans de la Première Guerre mondiale.
Églantine Price est présentée comme rejetant le canon chrétien et la gent masculine, ce qui fait d'elle un personnage non conventionnel. De plus, elle n'a pas l'image maternelle de Mary Poppins et déclare ne pas vouloir prendre soin des enfants, arguant que sa maison n'est pas un lieu convenable pour eux et leur parlant de manière sèche et impérative. Les gens de village se demandent même si elle s'intéresse aux représentants de la gent masculine. Elle donne une réponse à cette question lors de sa rencontre avec Émelius en déclarant qu'elle n'a pas besoin d'un homme. Sa coupe vestimentaire, ses manières directes, sa posture sévère et son peu d'intérêt pour les enfants ou les hommes sont, selon Cuomo, des traits du stéréotype de la lesbienne occidentale blanche de la haute société ou de la classe moyenne. Sean Griffin se base sur les propos de Cuomo pour écrire qu'Églantine Price fait partie des personnages lesbiens régulièrement présents dans les productions Disney. En restant dans la psychologie et la sexualité, Douglas Brode note que le lit enchanté qui permet aux adultes et aux enfants de faire des voyages merveilleux est un élément freudien.

### De la nounou magicienne à la femme
Mais le personnage d'Églantine Price évolue durant le film. C'est en échange de la collaboration des enfants qu'elle enchante le lit. Cuomo ajoute que, dans le scénario de Disney, le rôle d'Émelius est de saboter le pouvoir et l'identité d'Églantine, une véritable sorcière dont le lit enchanté n'est que la représentation concrète. Cuomo note que cette magicienne réagit selon un modus operandi personnel qui consiste à n'afficher aucun humour ou attirance sexuelle et se concentrer sur sa tâche. Cette relation entre Églantine et Émelius évolue au contact des enfants et la jeune femme se laisse distraire une première fois quand ils sont sous l'eau. Sur l'île, l'homme acquiert une confiance en soi masculine et devient un héros tandis que la jeune femme perd ses pouvoirs magiques, ayant besoin d'Émelius pour lancer un sort. Ce n'est qu'à la fin du film qu'Églantine Price devient une mère, avec un homme aimant à ses côtés après avoir combattu les armées ennemies et contre la part de sorcière en elle-même. Elle admet qu'elle savait ne jamais pouvoir devenir une bonne sorcière. Douglas Brode ajoute qu'en parallèle les enfants surmontent leur peur de la sorcière mais ne lui trouvent aucun charme.
Pour Cuomo, la morale de l'histoire est que pour parvenir au succès, conserver les traditions et sa loyauté envers la couronne d'Angleterre, Églantine a dû former une famille autour d'elle. Mais le message est aussi qu'une femme ne peut défendre l'Angleterre que de manière clandestine et en faisant partie d'une famille. Cuomo écrit que l'image d'Églantine Price présentée tout au long du film, si indépendante et engagée dans son apprentissage de la magie, force à s'interroger sur la capacité du personnage à coller au modèle de féminité de Disney. Afin de répondre à ce modèle, le personnage si fort et réaliste est sapé pour que la famille, l'ordre dont celui des sexes, et l'Empire britannique soient sauvés. Cuomo ajoute que le personnage de la vieille fille magicienne est plus réaliste dans L'Apprentie sorcière que dans Mary Poppins, sa magie est aussi plus limitée car elle ne vole pas dans les nuages et a besoin d'un livre de magie. La sexualité est tellement établie du côté de l'homosexualité au début du film et le personnage proche du réel qu'Églantine Price doit devenir à la fin une mère-épouse et non simplement disparaître comme Mary Poppins. Brode voit lui une double leçon dans le film, celle donnée par la magicienne autorisant l'usage de magie pour défaire un adversaire et une autre pour Églantine, une leçon sur le fait de trouver l'amour même si on ne croit pas en lui. Le personnage a donc finalement mûri, et découvert l'autre visage de la magie, lié à l'Amour et aux enfants.
Sean Griffin écrit toutefois que l'image de la société policée présente dans la plupart des films de Disney évolue et note que dans la séquence Portobello Road du film L'Apprentie sorcière plusieurs danseurs figurants ne sont pas blancs, une première pour le studio. D'autres changements surviennent par la suite comme les cheveux longs de Kurt Russell dans Pas vu, pas pris (1972) mais le studio Disney reste familial en proposant des films bien loin des productions contemporaines comme L'Exorciste (1973) ou de Ce plaisir qu'on dit charnel (1971).

## Titre en différentes langues
- Allemand : Die tollkühne Hexe in ihrem fliegenden Bett
- Anglais : Bedknobs and Broomsticks
- Danois : Hokus Pokus Kosteskaft
- Espagnol :
  - Amérique latine : Travesuras de una bruja (« Bêtises d'une sorcière »)
  - Espagne : La bruja novata (« La Sorcière débutante »)
- Espéranto : Litobuloj kaj Balailostangoj
- Finnois : Hokkuspokkus taikaluudalla
- Hébreu : המיטה המעופפת (« Le Lit volant »)
- Italien : Pomi d'ottone e manici di scopa
- Japonais : ベッドかざりとほうき
- Norvégien : Hokus Pokus Kosteskaft
- Portugais :
  - Brésil : Se Minha Cama Voasse
  - Portugal : Se a Minha Cama Voasse
- Russe : Набалдашник и метла
- Suédois : Sängknoppar och kvastskaft